# Трипольский, Яков Владимирович
Я́ков Влади́мирович Трипо́льский (13 января 1919, Пасанаури, Грузия — 4 марта 1998)
— советский актёр и сценарист. Народный артист Грузинской ССР (1966)
 .

## Биография
В 1941 году окончил филологический факультет Тбилисского университета. С 1942 года — артист театра имени Марджанишвили (Тбилиси). 
Начал сниматься в кино в 1943 году. Благодаря внешнему сходству исполнял роль Сталина во многих советских кинофильмах про Великую Отечественную войну.
Умер в Тбилиси 4 марта 1998 года.

## Награды
- орден «Знак Почёта» (17.04.1958)
- Народный артист Грузинской ССР (1966)
 .

## Фильмография
- 1948 — Кето и Котэ — друг князя Левана
- 1954 — Стрекоза — профессор на экзамене
- 1955 — Волшебная свирель — Синий Визирь
- 1955 — Тайна двух океанов — иностранный агент
- 1957 — Судьба женщины — Зураг Гургенидзе
- 1958 — Манана — Серго
- 1964 — Закон гор
- 1966 — Встреча с прошлым — Андрей Коридзе, председатель ревкома
- 1967 — Город просыпается рано — министр
- 1970 — Сады Семирамиды — Леван
- 1970 — Старые мельницы — Эдишер Хундадзе
- 1971 — Девушка из камеры № 25 — отец Ставро
- 1973 — Горький урок
- 1974 — Ночной визит
- 1975 — Выбор цели — И. В. Сталин
- 1975 — Дума о Ковпаке — И. В. Сталин
- 1977 — Солдаты свободы — И. В. Сталин
- 1977 — Цена жизни
- 1981 — Я пришел — директор школы
- 1982 — Если враг не сдаётся... — И. В. Сталин
- 1985 — Битва за Москву — И. В. Сталин
- 1985 — Пока пройдет осенний дождь
- 1993 — Трагедия века — И. В. Сталин (хроника)
- 1995 — Великий полководец Георгий Жуков — И. В. Сталин (хроника)

## Память
В Тбилиси на доме номер 42 по проспекту Чавчавадзе установлена памятная табличка, гласящая, что артист жил в этом доме с 1958 по 1988 год.